# Sasja Spesivtsev
Aleksandr Nikolajevitj Spesivtsev (russisk: Алекса́ндр Никола́евич Спеси́вцев, tr. Aleksándr Nikoláevitj Spesívtsev,  også kaldet Sasja Spesivtsev; født 1. marts 1970 i Novokusnetsk, Kemerovo oblast, Russiske SFSR) er en russisk seriemorder, der dyrkede kannibalisme på sine ofre. Hans forbrydelser blev opdaget ved et held i 1996.

## Biografi
Han blev født i den sibiriske by Novokusnetsk, og han voksede op i et voldeligt hjem med en voldelig far, som torturerede familien. 
Som voksen myrdede han sin kæreste og blev indlagt på en psykiatrisk institution, hvorfra han senere blev udskrevet. Derefter delte han en lejlighed med sin mor, Ljudmila, og med sin dobermann.
I 1996, efter at en rørskade tvang naboerne til at ringe efter en blikkenslager, fandt man ud af at problemet var i Spesivtsevs lejlighed. Blikkenslageren fik døren åbnet med kraft, da ingen åbnede, da han bankede på.
Da myndighederne kom ind i lejligheden, så de blod på væggene. I køkkenet var der skåle med stykker af menneskekroppe. I badekarret fandt de en lemlæstet, hovedløs krop.
Olga Galtseva blev fundet lemlæstet men stadig i live på sofaen. Hun blev straks kørt til hospitalet, hvor hun var i stand til at fortælle den offentlige anklager, hvad der var sket. Hun døde 17 timer senere.
Spesivtsevs mor havde lokket 3 piger ind i lejligheden, hvor han havde voldtaget og slået dem. Han dræbte en af pigerne og tvang de to andre til at skære hende i stykker i badekarret. Moderen tilberedte kropsdelene til middagsmad. Den anden pige blev dræbt af Spesivtsevs dobermann. Spesivtsev flygtede over balkonen, da han hørte nogle åbne døren. Han blev senere fanget, da han prøvede at voldtage en kvinde i hendes lejlighed.
Politiet fandt en dagbog med detaljer om mordene på 19 piger. Spesivtsev er mistænkt for over et dusin flere mord, men de russiske myndigheder mangler fældende beviser i disse sager.
Spesivtsev blev fundet skyldig i alle 19 mord og dømt til døden, men blev senere overflyttet til et specielt psykiatrisk hospital i Kamysjin.
Hans mor Ludmilla nægtede sig skyldig, men blev dømt til livsvarigt fængsel.